# Grega Benedik
Grega Benedik, né, selon les sources, à Jesenice, ou Žirovnica[Laquelle ?], le 21 mai 1962, est un ancien skieur alpin yougoslave, d'origine slovène.

## Coupe du monde
- Meilleur résultat au classement général : 26e en 1987
  - 1 victoire : 1 slalom

### Saison par saison
- Coupe du monde 1981 :
  - Classement général : 87e
- Coupe du monde 1983 :
  - Classement général : 51e
- Coupe du monde 1984 :
  - Classement général : 101e
- Coupe du monde 1986 :
  - Classement général : 55e
- Coupe du monde 1987 :
  - Classement général : 26e
    - 1 victoire en slalom : Sarajevo
- Coupe du monde 1988 :
  - Classement général : 32e
- Coupe du monde 1989 :
  - Classement général : 46e
- Coupe du monde 1990 :
  - Classement général : 72e